# 埃利莎峰
66°55′S 163°12′E / 66.917°S 163.200°E
埃利莎峰是南極洲的山峰，位於巴雷尼群島的巴克爾島南端，處於麥克納布角以西2公里，毗鄰斯科特峰，現時由南極條約體系管理。